# Другий факультативний протокол до Міжнародного пакту про громадянські та політичні права
Дру́гий факультати́вний протоко́л до Міжнаро́дного па́кту про громадя́нські та політи́чні права́, що стосу́ється скасува́ння сме́ртної ка́ри — юридично обов'язкова для держав-учасниць допоміжна міжнародна угода до Міжнародного пакту про громадянські та політичні права, яка вимагає відмови від застосування смертної кари. Водночас стаття 2 протоколу дозволяє державам-учасницям використовувати Застереження, яке дозволяє страту за найтяжчі злочини військового характеру, вчинені під час війни.